# La Drôme Classic 2016
De 3e editie van de wielerwedstrijd La Drôme Classic werd gehouden op 28 februari 2016. De start en finish vonden plaats in Livron-sur-Drôme. De wedstrijd maakte deel uit van de UCI Europe Tour 2016, in de categorie 1.1. In 2015 won de Fransman Samuel Dumoulin. Deze editie werd gewonnen door de Tsjech Petr Vakoč.

## Deelnemende ploegen
| WorldTour        | ProContinentaal              | Continentaal                     |
| ---------------- | ---------------------------- | -------------------------------- |
| AG2R La Mondiale | Cofidis                      | Armée de Terre                   |
| FDJ              | Delko Marseille Provence KTM | HP BTP-Auber 93                  |
| BMC Racing Team  | Direct Énergie               | Wallonie Bruxelles-Group Protect |
| Etixx-Quick Step | Fortuneo-Vital Concept       |                                  |
| Giant-Alpecin    | Caja Rural-Seguros RGA       |                                  |
| IAM Cycling      | Roompot-Oranje Peloton       |                                  |
| Orica GreenEDGE  | Topsport Vlaanderen-Baloise  |                                  |
| Trek-Segafredo   | Wanty-Groupe Gobert          |                                  |

## Uitslag
| Plaats  | Naam               | Ploeg                  | Tijd     |
| ------- | ------------------ | ---------------------- | -------- |
| Winnaar | Petr Vakoč         | Etixx-Quick Step       | 5u08'57" |
| 2       | Jan Bakelants      | AG2R La Mondiale       | z.t.     |
| 3       | Arthur Vichot      | FDJ                    | + 6"     |
| 4       | Julien Simon       | Cofidis                | z.t.     |
| 5       | Pieter Serry       | Etixx-Quick Step       | z.t.     |
| 6       | Adam Yates         | Orica GreenEDGE        | z.t.     |
| 7       | Romain Feillu      | HP BTP-Auber 93        | z.t.     |
| 8       | Romain Bardet      | AG2R La Mondiale       | z.t.     |
| 9       | Anthony Maldonado  | HP BTP-Auber 93        | z.t.     |
| 10      | Lilian Calmejane   | Direct Énergie         | z.t.     |
| 11      | Anthony Delaplace  | Fortuneo-Vital Concept | z.t.     |
| 12      | Enrico Gasparotto  | Wanty-Groupe Gobert    | z.t.     |
| 13      | Angélo Tulik       | Direct Énergie         | + 12"    |
| 14      | Gianluca Brambilla | Etixx-Quick Step       | + 13"    |
| 15      | Vicente Reynés     | IAM Cycling            | z.t.     |
| 16      | Eduard Prades      | Caja Rural-Seguros RGA | z.t.     |
| 17      | Nicolas Edet       | Cofidis                | z.t.     |
| 18      | Sam Oomen          | Giant-Alpecin          | z.t.     |
| 19      | Marco Minnaard     | Wanty-Groupe Gobert    | z.t.     |
| 20      | Simon Yates        | Orica GreenEDGE        | + 16"    |

2013 · 2014 · 2015 · 2016 · 2017 · 2018 · 2019 · 2020 · 2021 · 2022 · 2023 · 2024 · 2025
Etappewedstrijden

 Ster van Bessèges · 
 Ronde van Valencia · 
 La Méditerranéenne · 
 Ronde van de Algarve · 
 Ruta del Sol · 
 Ronde van de Haut-Var · 
 Ronde van de Provence · 
 Driedaagse van West-Vlaanderen · 
 Internationale Wielerweek · 
 Internationaal Wegcriterium · 
 Driedaagse van De Panne-Koksijde · 
 Ronde van de Sarthe · 
 Ronde van Castilië en León · 
 Ronde van Trentino · 
 Ronde van Kroatië · 
 Ronde van Turkije · 
 Ronde van Yorkshire · 
 Ronde van Asturië · 
 Ronde van Azerbeidzjan · 
 Vierdaagse van Duinkerke · 
 Ronde van Madrid · 
 Ronde van Picardië · 
 Ronde van Cova da Beira · 
 Ronde van Noorwegen · 
 World Ports Classic · 
 Ronde van België · 
 Ronde van Estland · 
 Ronde van Luxemburg · 
 Boucles de la Mayenne · 
 Ster ZLM Toer · 
 Ronde van Slovenië · 
 Ronde van Oostenrijk · 
 Sibiu Cycling Tour · 
 Ronde van Rhône Alpes-Valromey · 
 Ronde van Wallonië · 
 Ronde van Denemarken · 
 Ronde van Portugal · 
 Ronde van Burgos · 
 Ronde van Gévaudan Languedoc-Roussillon · 
 Ronde van de Ain · 
 Ronde van Tsjechië · 
 Arctic Race of Norway · 
 Ronde van de Limousin · 
 Ronde van Poitou-Charentes · 
 Tour des Fjords · 
 Ronde van Groot-Brittannië · 
 Ronde van Toscane · 
 Eurométropole Tour
Eendaagse wedstrijden

 Trofeo Felanitx-Ses Salines-Campos-Porreres · 
 Trofeo Pollença-Port de Andratx · 
 Trofeo Serra de Tramuntana · 
 Trofeo Playa de Palma-Palma · 
 GP La Marseillaise · 
 Grote Prijs van de Etruskische Kust · 
 Ronde van Murcia · 
 Clásica de Almería · 
 Trofeo Laigueglia · 
 Omloop Het Nieuwsblad · 
 Classic Sud Ardèche · 
 GP Lugano · 
 Kuurne-Brussel-Kuurne · 
 La Drôme Classic · 
 Le Samyn · 
 Strade Bianche · 
 GP Industria & Artigianato · 
 Ronde van Drenthe · 
 Nokere Koerse · 
 GP Nobili Rubinetterie · 
 Handzame Classic · 
 Classic Loire-Atlantique · 
 Grote Prijs van Cholet-Pays de Loire · 
 Dwars door Vlaanderen · 
 Route Adélie de Vitré · 
 Grote Prijs Miguel Indurain · 
 Volta Limburg Classic · 
 Ronde van La Rioja · 
 Parijs-Camembert · 
 Scheldeprijs · 
 Klasika Primavera · 
 Brabantse Pijl · 
 GP Denain · 
 Ronde van de Finistère · 
 Ronde van de Apennijnen · 
 Tro-Bro Léon · 
 La Roue Tourangelle · 
 Rund um den Finanzplatz Eschborn-Frankfurt · 
 Velothon Wales · 
 Grote Prijs van de Somme · 
 Grote Prijs van Plumelec · 
 Boucles de l'Aulne  · 
 Velothon Berlin · 
 GP Kanton Aargau · 
 Ronde van Keulen · 
 Ronde van Limburg · 
 Velothon Copenhagen · 
 Halle-Ingooigem · 
 GP Cerami · 
 Velothon Stuttgart · 
 Prueba Villafranca de Ordizia · 
 Rad am Ring · 
 Circuito de Getxo · 
 RideLondon Classic · 
 Polynormande · 
 Dwars door het Hageland · 
 Arnhem-Veenendaal Classic · 
 GP Jef Scherens · 
 GP Stad Zottegem · 
 Druivenkoers Overijse · 
 Schaal Sels · 
 Brussels Cycling Classic · 
 GP Fourmies · 
 Velothon Stockholm · 
 Ronde van de Doubs · 
 GP van Wallonië · 
 Coppa Bernocchi · 
 Coppa Agostoni · 
 Kampioenschap van Vlaanderen · 
 Grote Prijs Impanis-Van Petegem · 
 Memorial Marco Pantani · 
 GP van Isbergues · 
 GP Industria & Commercio di Prato · 
 Coppa Sabatini · 
 Ronde van Emilia · 
 Duo Normand · 
 GP Beghelli · 
 Ronde van de Drie Valleien · 
 Milaan-Turijn · 
 Ronde van Piemonte · 
 Ronde van de Vendée · 
 Ronde van het Münsterland · 
 Binche-Chimay-Binche · 
 Parijs-Bourges · 
 Parijs-Tours · 
 Nationale Sluitingsprijs